# استفاده عراق از سلاح‌های شیمیایی

سیر استفاده حکومت صدام از سلاح‌های شیمیایی

عراق در زمان صدام‌ حسین سلاح‌های شیمیایی را برای مقابله با مخالفان داخلی و جنگ با ایران به‌کار برد. از سال ۱۳۵۵، رژیم عراق با جمع‌آوری برخی از استادان دانشگاه و صرف بودجه، به جمع‌آوری اطلاعات دربارهٔ سلاح‌های شیمیایی ـ میکروبی و رادیواکتیو پرداخت و در هر سه زمینه، موفقیت‌هایی را به دست آورد.
اولین استفاده از سلاح شیمیایی در اواخر مهر ۱۳۵۹ (نوامبر ۱۹۸۰) توسط ارتش عراق برای مقابله با نیروهای ایران که به‌دلیل عدم آمادگی نظامی از موج انسانی استفاده می‌کردند صورت گرفت.
صدام حسین از سال ۱۹۸۴ به‌ بعد به‌طور گسترده از تابون استفاده می‌کرد، اما این ماده گران بود و پیدا کردن مواد لازم برای ساخت آن هم سخت بود. او بعدها بیشتر به سراغ گاز وی ایکس رفت که قدرت و دوام بیشتری داشت و در سال ۱۹۸۸ حدود ۴ تن از این گاز را در اختیار داشت. ماده‌ای (شیمیایی) که در حجم وسیع‌تری در دسترس او قرار داشت، گاز سارین بود. صدام حسین به گاز خردل هم علاقه داشت؛ چرا که این گاز اثرات درازمدتی نظیر کوری، انواع سرطان، ناباروری و نقص عضوهای پیش از تولد داشت.
از سال ۱۳۶۳ استفاده گسترده عراق از گاز اعصاب، گاز تاول‌زا و گازهای عامل خون آغاز شد. تنها در یکی از موارد استفادهٔ عراق از این قبیل سلاح‌ها علیه شهروندان عراقی حامی ایران (اسفند ۱۳۶۶)، متجاوز از ۵۰۰۰ نفر غیرنظامی کشته و ۷۰۰۰ نفر دیگر مجروح شدند. این در حالیست که نخستین حمله شیمیایی عراق (به ایران) که توسط سازمان ملل در جنگ ثبت شده بود، مربوط به ۲۳ دی سال ۱۳۵۹ می‌شد که در منطقه‌ای واقع در پنجاه کیلومتری غرب ایلام بود که در آن عراق علیه نیروهای ایرانی به کار برد و نهایتاً بر اثر این حمله شیمیایی، ۱۰ نفر کشته شدند.

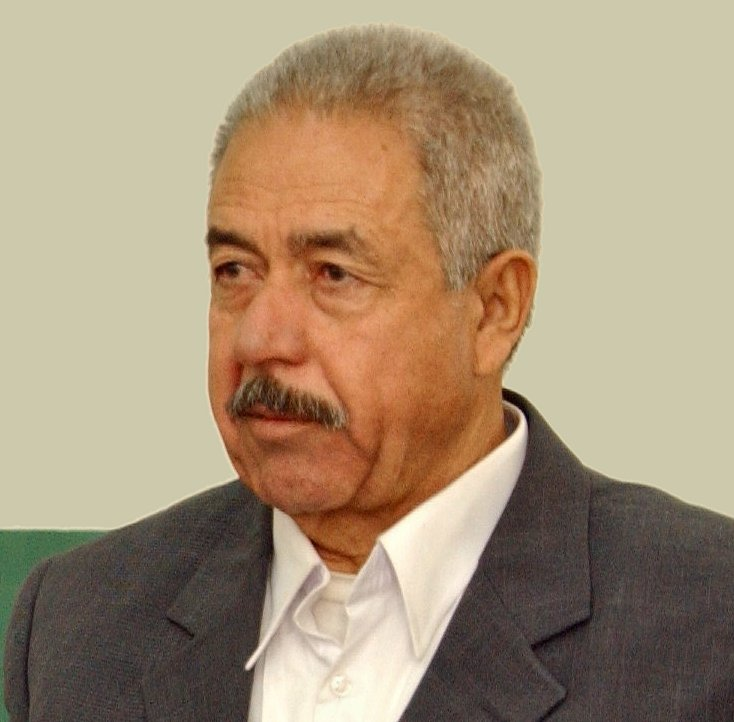
علی حسن المجید یا علی شیمیایی مرد شماره یک سلاح‌های شیمیایی عراق

پروفسور گرهارد فرایلینگر استاد و رئیس سابق بخش جراحی پلاستیک دانشگاه وین، با مشاهده وضعیت نخستین گروه بیماران ایرانی که به دلیل مصدومیت ناشی از سلاح شیمیایی در سال ۱۹۸۴ به وین آورده شده بودند، راهی ایران شد و تلاش‌هایی برای اثبات استفاده صدام از سلاح شیمیایی انجام داد.

## سرکوبی کردهای عراق
عراق پیش از آغاز جنگ با ایران در سال ۱۹۷۴، سابقه استفاده از تسلیحات شیمیائی علیه کردهای این کشور را در کارنامه خود داشت.

## جنگ ایران و عراق

انقباض مردمک چشم سرباز ایرانی آلوده‌شده به گاز اعصاب در برابر نور انعکاسی در مقایسه با یک پرستار نظامی در دو موقعیت یکسان

اولین استفاده از سلاح شیمیایی در اواخر مهر ۱۳۵۹ (نوامبر ۱۹۸۰) توسط ارتش عراق برای مقابله با نیروهای ایران که بدلیل عدم آمادگی نظامی از موج انسانی استفاده میکردند از سلاح‌های شیمیایی ساخت عراق استفاده کرد .در اواخر مهر ۱۳۶۲ (نوامبر ۱۹۸۳) ایران اقدام به شکایت در مورد استفاده عراق از سلاحهای شیمیایی کرد و عده ای از مسدومان را به بیمارستانهای غرب ارسال کرد. سازمان ملل سه گروه حقیقت یاب را در سالهای ۱۹۸۴-۱۳۶۵و ۱۹۸۶-۱۳۶۷ و ۱۹۸۷-۱۳۶۸ ارسال کرد و همگی استفاده از سلاحهای شیمیایی و روند افزایشی آنرا تایید کردند رفسنجانی در خاطرات  اول آذر ۱۳۶۱ مینویسد :‌ محسن رضایی اطلاع داد که امروز صدامی ها در جبهه با گاز اشک آور و شیمیایی حمله کرده اند. نیروهای ما کمی عقب نشسته اند ولی با حمله مجدد عراقیها را عقب رانده اند...شروع حرکت خطرناکی است....باید برای دفاع از این سلاح خطرناک فکری بکنیم
کاربرد گسترده سلاحهای شیمیایی را باید پس از پیروزی‌های ایران در عملیات‌ والفجر۲ (۲۹ تیر تا ۱۳ مرداد ۱۳۶۲) ، عملیات والفجر ۴ (۲۷ مهر تا۳۰ آبان ۱۳۶۲)  خیبر و بدر دانست.در عملیات رمضان (۲۲ تیر -۷مرداد ۱۳۶۱) و عملیات خیبر (۳ تا ۲۲اسفند ۱۳۶۲) بمب‍های شیمیائی تولید عراق به کمک توپخانه و هواپیما مورد استفاده قرار گرفتند. عراقی‌ها نه‌تنها در برابر نظامیان بلکه از طیف گسترده‌ای از این سلاح‌ها علیه غیرنظامیان استفاده می‌کردند.
گلوله‌های شیمیایی
از زمستان سال ۱۳۵۹ عراق شروع به استفاده از گلوله‌های شیمیایی نمود که غالباً ترکیبات اشک‌آور و تهوع زا و عصبی بود و موارد آن بسیار محدود و به نظر می‌رسید که، بیشتر جنبه آزمایشی داشته باشد.

### مناطق مورد حمله شیمیایی
ایران
- مناطق عملیاتی شمال غرب (والفجر ۲)، روستاهای مجاور و حاج عمران[۱۲]
- زرده، ۳۱ تیر ۱۳۶۷ (کرمانشاه)
- نساردیره، نساردیره سفلی، شاهماردیره، باباجانی، دودان و شیخ صله، ۳۱ تیر ۱۳۶۷[۱۳][۱۴][۱۵] (کرمانشاه)
- سومار، ۱۶ مهر ۱۳۶۶[۱۶] (کرمانشاه)
- مریوان (کردستان)
- بانه و روستاهای مجاور (کردستان)
- پیرانشهر(آذربایجان غربی)
- نودشه (کرمانشاه)
- اشنویه (آذربایجان غربی)
- سردشت (آذربایجان غربی)
- منطقه عملیاتی طلائیه

عراق
- حلبچه
- فاو
- جزایر مجنون[۱۷]

### عملیات‌های نظامی
در عملیات‌های زیر نیروهای عراقی از بمب‌های شیمیایی استفاده کردند.
| ردیف | نام عملیات               | عوامل مورد استفاده                                    | وسیله پرتاب                       |
| ۱    | عملیات والفجر ۲          | گاز خردل                                              | حمله هوایی                        |
| ۲    | عملیات والفجر ۴          | گاز خردل                                              | حمله هوایی + توپخانه              |
| ۳    | عملیات والفجر۸ (فتح فاو) | گاز تاول زا + گاز اعصاب + گاز خفه کننده               | توپخانه + حمله هوایی              |
| ۴    | عملیات کربلای ۸          | گاز سیانور                                            | توپخانه + موشک کاتیوشا            |
| ۵    | عملیات خیبر              | گاز خردل+گاز اعصاب+گاز خفه‌کننده                       | حمله هوایی + توپخانه              |
| ۶    | عملیات بدر               | گاز خردل (ناچیز)+گاز اعصاب+سیانور                     | حمله هوایی+توپخانه+پخش با هواپیما |
| ۷    | نبرد دوم فاو             | گاز اعصاب، سیانید در خطوط مقدم و گاز خردل در پشت جبهه | بمباران توپخانه‌ای و هوایی         |
| ۸    | عملیات توکلنا علی‌الله    | گاز اعصاب، سیانید در خطوط مقدم و گاز خردل در پشت جبهه | بمباران توپخانه‌ای و هوایی         |

فهرست بمب‌های شیمیایی استفاده شده توسط عراق تا سال ۱۹۸۸م:
| نوع                         | اندازه - وزن | گاز                  | مقدار گاز هر بمب | زمان    | تعدادl  |
| --------------------------- | ------------ | -------------------- | ---------------- | ------- | ------- |
| بمب هدایت ناپذیر از هواپیما | ۲۵۰ کیلوگرم  | گاز خردل سارین تابون | ۶۰ لیتر          | ۱۹۸۳–۸۸ | ۶٫۵۰۰   |
| بمب هدایت ناپذیر از هواپیما | ۵۰۰ کیلوگرم  | گاز خردل سارین تابون | ۱۲۰ لیتر         | ۱۹۸۳–۸۸ | ۱۲٫۰۰۰  |
| بمب هدایت ناپذیر از هواپیما | (؟)          | سارین                | ۲۶۰ لیتر         | ۱۹۸۸    | ۱۵۵     |
| خمپاره توپخانه              | ۱۳۰ میلیمتر  | گاز خردل             | ۱٬۹ لیتر         | ۱۹۸۲–۸۳ | ۴٫۰۰۰   |
| خمپاره توپخانه              | ۱۵۵ میلیمتر  | گاز خردل             | ۳٬۵ لیتر         | ۱۹۸۴–۸۸ | ۵۴٫۵۵۰  |
| موشک انداز                  | ۱۲۲ میلیمتر  | سارین                | ۵–۸ لیتر         | ۱۹۸۶–۸۸ | ۲۷٫۰۰۰  |
| جمع کل                      |              |                      |                  |         | ۱۰۴٫۲۰۵ |

### بمباران سردشت

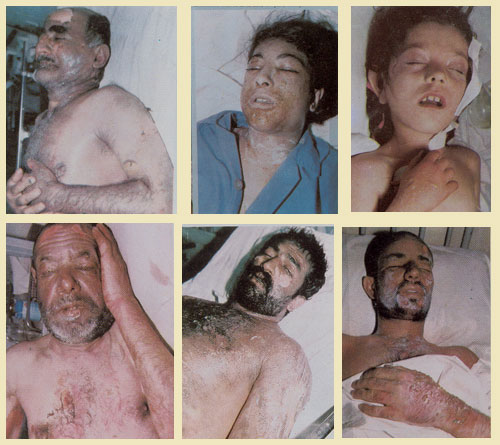
تصویری از قربانیان بمباران شیمیایی سردشت

بمباران شیمیایی سردشت بمبارانی بود که نیروی هوایی عراق از ۷ تیر۱۳۶۶ با استفاده از بمب‌های شیمیایی در چهار نقطه پرازدحام شهر سردشت (از توابع استان آذربایجان غربی) انجام شد. در این حمله ۱۱۰ نفر از ساکنان غیرنظامی شهر کشته و ۸۰۰۰ تن دیگر نیز در معرض گازهای سمی قرار گرفتند و مسموم شدند.

### بمباران نودشه
شهرستان «نودشه» از توابع پاوه است در نزدیکی مرز ایران و عراق در استان کرمانشاه قرار دارد. این شهر در سه نوبت هدف بمباران شیمیایی رژیم بعثی عراق قرار گرفت که بر اثر آن بیش از یکصد نفر از اهالی آن که اکثراً زن و کودک بودند کشته شدند. در این بمباران‌ها ۱۰۴ نفر کشته و تعداد زیادی از اهالی مصدوم شدند

### حمله شیمیایی به گردان فجر بهبهان

تابلوی راهنمای نصب شده در جاده خرمشهر - اهواز در نزدیکی محل وقوع حمله شیمیایی به رزمندگان بهبهان

در سحرگاه ۱۹ دی ۱۳۶۵ و همزمان با آغاز عملیات کربلای ۵ در جریان جنگ ایران و عراق، رزمندگان گردان فجر بهبهان (از لشکر ۷ زرهی ولی عصر خوزستان) که در جاده شهید صفوی در نزدیکی منطقه شلمچه و در ۱۰ کیلومتری جاده خرمشهر به اهواز آماده شرکت در عملیات بودند، هدف حمله شیمیایی هواپیماهای عراقی قرار گرفتند.
برخی از بمب‌های حاوی گاز خردل به روی جاده و برخی در کنار جاده اصابت کردند. رزمندگان گردان فجر که در آن زمان حدود سیصد نفر بودند در داخل سنگرهای روباز کنار جاده و خاکریز حاشیه جاده مستقر بودند و فاصله بمب‌ها تا محل تجمع آن‌ها بسیار کم بود.
شدت و غلظت آلودگی منطقه به گاز خردل به حدی بود که بسیاری از رزمندگان این گردان در معرض مقادیر زیاد مواد شیمیایی (مایع و گاز) قرار گرفته و به شدت آسیب دیدند به‌طوری‌که برخی از آن‌ها در همان دقایق و ساعات اولیه جان خود را از دست دادند و بسیاری از آنان به نقاهتگاه سیدالشهداء اهواز و تعدادی به بیمارستان‌های تهران منتقل شدند. برخی از فرماندهان و رزمندگان گردان با وجود این‌که خود مصدوم بودند اما ساعت‌ها در منطقه آلوده ماندند تا به سایر مجروحان کمک کنند و از اعزام آن‌ها به پشت جبهه مطمئن شوند.
در این روز و روزهای بعد به‌تدریج تعداد بیشتری از مصدومان شیمیایی این گردان جان خود را از دست دادند و مجموعاً در اثر این حمله شیمیایی حدود ۹۰ نفر از رزمندگان این گردان در اثر شدت مصدومیت شیمیایی جان خود را از دست دادند (این یکی از موارد نادر تعداد بالای تلفات در یک حمله در اثر گاز خردل در طول جنگ ایران و عراق بود).
بسیاری از رزمندگان این گردان در طول سال‌های بعد دچار عوارض دیررس ناشی از مصدومیت با گاز خردل شدند و تعدادی از آن‌ها نیز در سال‌های بعد جان خود را از دست دادند، آخرین مورد از این افراد عنایت‌الله ناصری بود که در مهرماه سال ۱۳۸۸دومین نبرد ایپر در بیمارستانی در تهران در اثر عوارض ریوی گاز خردل از درگذشت.
علاوه بر رزمندگان گردان فجر، برخی از رزمندگان سایر گردان‌ها و واحدهایی که در آن منطقه حضور داشتند نیز در این حمله شیمیایی آسیب دیدند.
اکنون سال‌هاست که بازماندگان آن حمله شیمیایی به همراه همرزمانشان، عموم مردم شهرستان بهبهان و نیز افرادی از سراسر کشور در سالروز آن واقعه در محل وقوع این حمله شیمیایی در نزدیکی خرمشهر گرد هم جمع می‌شوند تا یاد و خاطره عزیزانشان را گرامی بدارند

## استفاده در داخل عراق

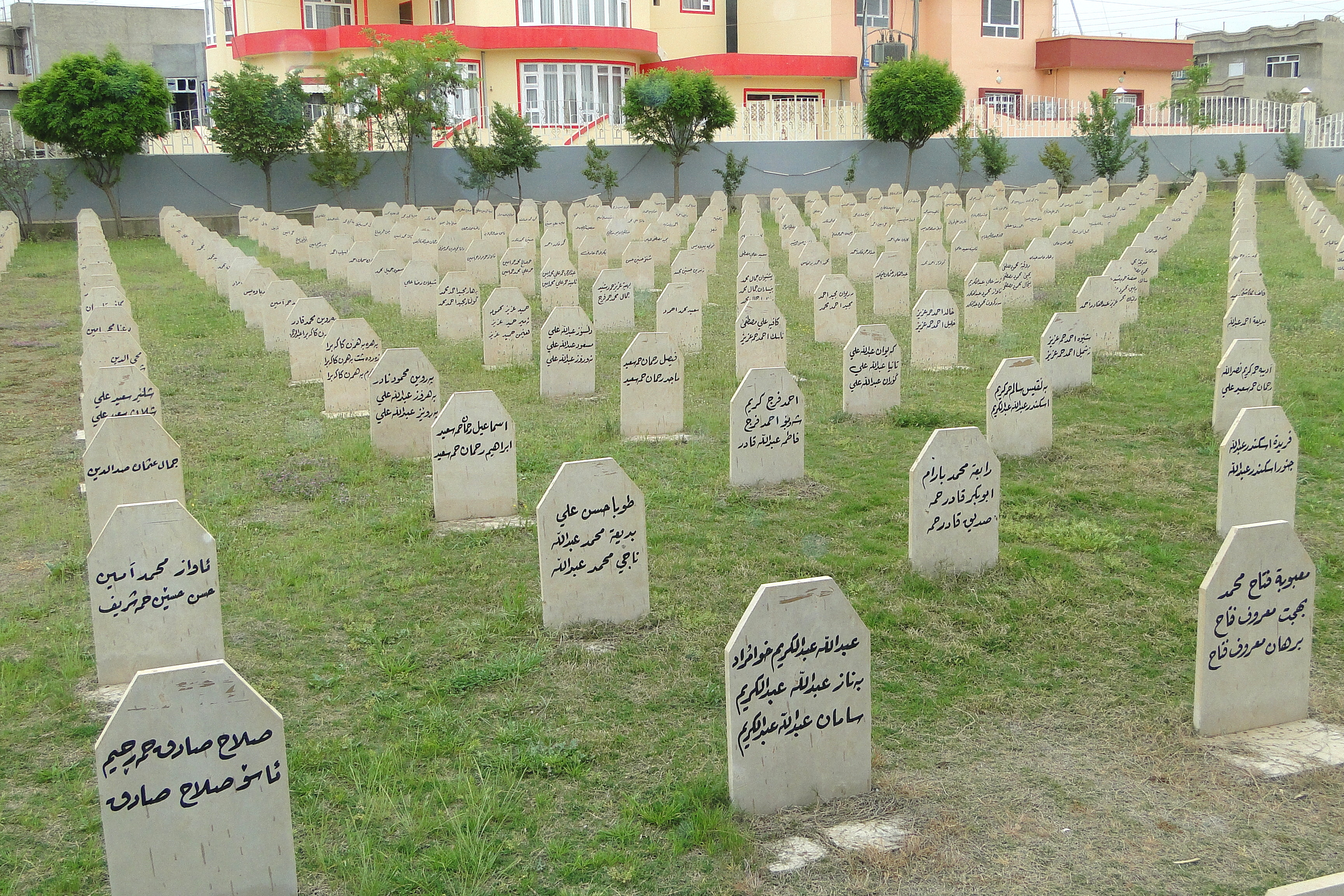
بخشی‌از قربانیان بمباران حلبچه

### حمله شیمیایی به حلبچه
حملهٔ شیمیایی به حلبچه که به کشتار حلبچه یا جمعهٔ خونین نیز شناخته می‌شود، یک نسل‌کشی مردم کرد بود که در ۱۶ مارس ۱۹۸۸ به وسیلهٔ بمباران شیمیایی توسط نیروهای دولتی عراقی در شهر حلبچهٔ کردستان عراق در طی روزهای پایانی جنگ ایران و عراق روی داد.

### سرکوب شورش نجف و کربلا
در سال ۱۹۹۱ صدام برای سرکوب مردم شیعه نجف و کربلا از مواد عامل اعصاب و CS استفاده کرد.

## تولیدکنندگان و فروشندگان سلاح‌های شیمیایی

تابلوی یادآوری فروش افزار جنگی شیمیایی توسط آلمان به عراق نصب شده در خیابان فردوسی تهران، روبروی سفارت آلمان در تهران.

مواد اولیه و تجهیزات تولید از منابع مختلفی تأمین شدند. دولت عراق توان بومی گسترده‌ای برای ساخت سلاح داشت. علائم موجود روی بقایای بسیاری از بمب‌هایی که در حلبچه پیدا شده‌اند، نشان می‌دهد که ساخت اتحاد شوروی سابق بوده‌اند. داده‌های موجود از مشارکت ۸۵ شرکت آلمانی، ۱۹ شرکت فرانسوی، ۱۸ شرکت بریتانیایی و ۱۸ شرکت آمریکایی حکایت دارند
نقل قول از خبر بی‌بی‌سی:
«به نظر می‌رسد اتحاد شوروی که در زمینه جنگ‌افزارهای شیمیایی توانایی گسترده‌ای داشت، مواد لازم را در اختیار صدام حسین قرار داده باشد. دولت آلمان غربی هم در آن زمان صنایع شیمیایی این کشور را از پایبندی به موافقت‌نامه‌های بین‌المللی در زمینه ممنوعیت فروش سلاح‌های شیمیایی معاف کرد. شاید کشورهای دیگری هم در این قضیه دست داشته‌اند.» نویسنده بی‌بی‌سی به سندی اشاره نکرده.
یکی از بزرگ‌ترین فروشنده‌های مواد لازمه بمب‌های شیمیایی عراق، شرکت آلمانی ایمهاوزن شیمی بود و رسانه‌های اروپایی، بخصوص آلمانی مستندات بسیاری در این باره منتشر کرده‌اند.
فهرست کشورهای فروشنده مواد و تجهیزات جنگ‌افزار شیمیایی به عراق
| کشور فروشنده | مواد اولیه تن | درصد تجهیزات فروخته شده | تعداد محفظه یا پوسته بمب |
| ------------ | ------------- | ----------------------- | ------------------------ |
| مصر          | ۲٫۴۰۰         |                         | ۲۸٫۵۰۰                   |
| برزیل        | ۱۰۰           |                         |                          |
| چین          |               |                         | ۴۵٫۰۰۰                   |
| آلمان        | ۱٫۰۲۷         | ۵۲٬۶٪                   |                          |
| فرانسه       |               | ۲۱٬۶٪                   |                          |
| هندوستان     | ۲٫۳۴۳         |                         |                          |
| ایتالیا      |               |                         | ۷۵٫۰۰۰                   |
| لوکزامبورگ   | ۶۵۰           |                         |                          |
| هلند         | ۴٫۲۶۱         |                         |                          |
| اتریش        |               | ۱۶٬۰٪                   |                          |
| سنگاپور      | ۴٫۵۱۵         |                         |                          |
| اسپانیا      |               | ۴٬۴٪                    | ۵۷٫۵۰۰                   |

فهرست کشورهایی که مواد شیمیایی، تجهیزات فنی/مهندسی و محفظه (پوسته) ساخت بمب، کلاهک موشک ویژه سلاح‌های شیمیایی را به عراق صادر کرده و در تولید جنگ‌افزار سهیم بوده‌اند، تکمیل نیست و آمار ایالات متحد و انگلستان در دست تحقیق هستند. عراق در این رابطه در سال ۱۹۹۱م گزارش داد که ۱۷۶۰۲ تن مواد شیمیایی دریافت کرده‌است.

## تأثیرات
حلبچه
مشکل مردم در شهر حلبچه این است که برای ساخت ساختمان‌های جدید، پی بنا کنده می‌شود، و در این هنگام توده‌هایی از گاز خردل که در زیر ساختمان جمع شده، آزاد می‌شود که اخیراً این مسئله باعث مرگ عده‌ای شده‌است.
جانبازهای شیمیایی

## سرنوشت سلاح‌های شیمیایی
عراق موفق نشد در جنگ خلیج فارس از این سلاح‌ها استفاده کند، ولی پس از شکست در این جنگ براساس توافقنامهٔ آتش‌بس پذیرفت که همهٔ جنگ‌افزارهای شیمیایی و بیولوژیک خود را از بین برده و به بازرسان سازمان ملل اجازهٔ بازرسی از پایگاه‌های خود را بدهد. تحریم تجاری سازمان ملل تا زمانی که عراق تمامی شروط را اجرا نکرده بود، باقی می‌ماند.

## بیانیه‌های سازمان ملل
ایران از سازمان ملل خواست تا در جلوگیری از استفاده عراق از عوامل تسلیحات شیمیایی مشارکت کند، اما هیچ اقدام قوی از سوی سازمان ملل یا سایر سازمان های بین المللی صورت نگرفت. تیم های متخصص سازمان ملل متحد بنا به درخواست دولت ایران در مارس ۱۹۸۴، آوریل ۱۹۸۵، فوریه تا مارس ۱۹۸۶، آوریل ۱۹۸۷، و در مارس، ژوئیه و اوت ۱۹۸۸ به ایران اعزام شدند. در نتیجه، طبق بازرسی های میدانی، بررسی مجروحان و تجزیه و تحلیل های آزمایشگاهی نمونه های انجام شده توسط تیم حقیقت یاب سازمان ملل، استفاده ارتش عراق از گاز خردل و عوامل اعصاب علیه ایرانیان تایید شد. شورای امنیت این گزارش ها را قبول کرد و دو بیانیه در ۱۳ مارس ۱۹۸۴ و ۲۱ مارس ۱۹۸۶ صادر شد که عراق را به دلیل آن حملات شیمیایی محکوم کرد، اما رژیم عراق به آن محکومیت ها پایبند نبود و به حملات شیمیایی ادامه داد.
بیانیه ۳۰ مارس ۱۹۸۴ شورای امنیت اولین واکنش شورا به کاربرد سلاح‌های شیمیایی در جنگ ایران و عراق محسوب می‌شود.
و دیگر بیانیه‌ها عبارتند از
- بیانیه ۲۵ آوریل ۱۹۸۵ شورای امنیت
- بیانیه ۲۶ مارس ۱۹۸۶ شورای امنیت